# Lagringsnät
Lagringsnät ofta förkortat SAN (Storage Area Network), används för att beskriva nätverk vars enda uppgift är att distribuera och lagra data. Ett typiskt SAN består av hårddiskkluster även kallat disk array och säkerhetskopieringsenheter sammanbundna av ett gemensamt nät. Nätet är ofta ett ethernet- eller fibre channel-nät. Den stora skillnaden mellan NAS-enheter och diskar i ett SAN är att datorer ser de SAN-anslutna diskarna som lokala diskar. NAS-enheter däremot ser ut som enheter på en filserver och använder protokoll som NFS och SMB/CIFS.

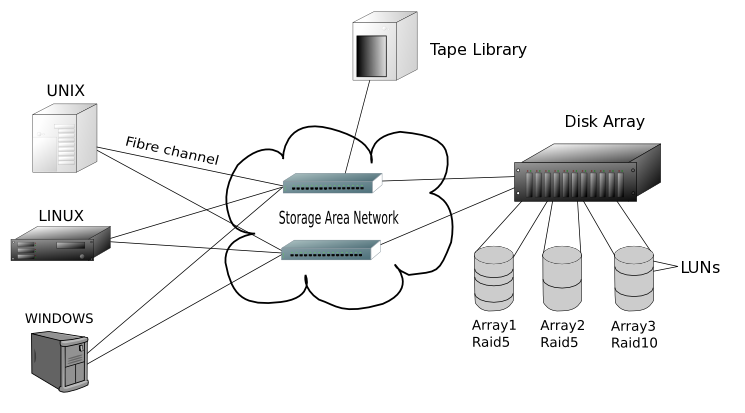
Exempel på SAN-arkitektur